# 福田正治 (脳生理学者)
福田 正治（ふくだ　まさじ、または　まさはる）1947年6月3日-　）は、日本の脳生理学者。富山大学名誉教授、福井医療短期大学教授。
石川県生まれ。金沢大学理学部物理学科卒、1975年名古屋大学大学院理学研究科博士後期課程修了。78年「衝突の多い環状プラズマ中でのRF進行波による電流の発生」で理学博士、93年「小脳におけるプルキンエ細胞複雑スパイク活動の同期性時空間パターンの多数電極による解析」で富山医科薬科大学博士（医学）。1979年富山医科薬科大学助手、88年助教授、1993年富山大学教授、医学薬学研究部教授（行動科学）。2013年定年退任、名誉教授、福井医療短期大学教授。 

## 著書
- 『感情を知る 感情学入門』ナカニシヤ出版 2003
- 『感じる情動・学ぶ感情 感情学序説』ナカニシヤ出版 2006
- 『共感 心と心をつなぐ感情コミュニケーション』へるす出版 2010
- 『欲望を知る 脳科学の視点から』晃洋書房 2013
- 『情念の継承　感情記憶と「型」の発見』ナカニシヤ出版、2015

## 受賞
- とやま賞 1984

## 注
1. ↑  『現代日本人名録』2002年、なおこの文献では「まさはる」とある。
2. ↑  博士論文書誌データベースによると　まさじ
3. ↑  J-GLOBAL
4. ↑  『情念の継承』著者紹介